# Турнус, Орест Григорьевич
Орест Григорьевич Турнус (18 мая 1932 — ?) — советский деятель, новатор производства, бригадир операторов Ивано-Франковской мебельной фабрики имени Богдана Хмельницкого. Герой Социалистического Труда (14.11.1989). Член Ревизионной комиссии КПУ в 1981—1986 г. Член ЦК КПУ в 1986—1990 г.

## Биография
Новатор производства. В 1970-80-х годах — бригадир операторов автоматизированной линии фанерования мебельных щитов машинно-фанерного цеха Ивано-Франковской мебельной фабрики имени Богдана Хмельницкого.
Член КПСС с 1959 года. Делегат XXVI (1981) и XXVII (1986) съездов Коммунистической партии Украины.
Потом — на пенсии в городе Ивано-Франковске.

## Награды
- Герой Социалистического Труда (14.11.1989)
- два ордена Ленина (,14.11.1989)
- ордена
- медали